# Premier League 2016-2017
Sezonul Premier League 2016-2017 a fost cel de-al 25-lea sezon al Premier League, eșalonul principal de fotbal profesionist din Anglia. Programul a fost anunțat pe 15 iunie 2016. Sezonul a început pe 13 august 2016 și s-a încheiat pe 21 mai 2017.
Chelsea a devenit campioană câștigând cel de-al șaselea titlu din istoria sa. Sunderland, Middlesbrough, Hull City au retrogradat în Championship, cel de-al doilea eșalon fotbalistic din Anglia.

## Echipe
Douăzeci de echipe au concurat în acest sezon – șaptesprezece din sezonul anterior, precum și cele trei echipe promovate din Championship.
Burnley a devenit primul club care a promovat după victoria cu 1-0 împotriva celor de la Queens Park Rangers pe 2 mai 2016, având un loc garantat în Premier League.  Burnley revine în PL după doar un sezon. Middlesbrough a devenit al doilea club care a promovat, după o remiză 1-1 cu Brighton & Hove Albion obținând cel de-al doilea loc de promovare. Middlesbrough va juca fotbal în Premier League pentru prima dată din sezonul 2008-2009. Hull City a devenit al treilea și ultimul club care a promovat, după o victorie cu 1-0 în fața celor Sheffield Wednesday finala Championship de pe stadionul Wembley la 28 mai 2016, revenind în Premier League după numai un sezon.
Cele trei cluburi au promovat în locul celor de la Newcastle United, Norwich City și Aston Villa. Acesta a fost primul sezon din era Premier League când foștii câștigători ai unei cupe europene, Aston Villa, nu a făcut parte din elita fotbalului englez.

### Stadioane și orașe
West Ham United a jucat pentru prima dată pe Stadionul Olimpic. Stoke City a anunțat că din sezonul 2016-2017 Britannia Stadium se va numi Bet365 Stadium.
Notă: Tabelul se aranjează în ordine alfabetică.
| Echipa               | Oraș           | Stadion            | Capacitate |
| -------------------- | -------------- | ------------------ | ---------- |
| AFC Bournemouth      | Bournemouth    | Dean Court         | 11.464     |
| Arsenal              | Londra         | Emirates Stadium   | 60.432     |
| Burnley              | Burnley        | Turf Moor          | 22.546     |
| Chelsea              | Londra         | Stamford Bridge    | 41.623     |
| Crystal Palace       | Londra         | Selhurst Park      | 26.309     |
| Everton              | Liverpool      | Goodison Park      | 40.569     |
| Hull City            | Hull           | KCOM Stadium       | 25.404     |
| Leicester City       | Leicester      | King Power Stadium | 32.500     |
| Liverpool            | Liverpool      | Anfield            | 45.362     |
| Manchester City      | Manchester     | Etihad Stadium     | 55.097     |
| Manchester United    | Manchester     | Old Trafford       | 76.100     |
| Middlesbrough        | Middlesbrough  | Riverside Stadium  | 35.100     |
| Southampton          | Southampton    | St Mary's Stadium  | 32.689     |
| Stoke City           | Stoke-on-Trent | Bet365 Stadium     | 28.383     |
| Sunderland           | Sunderland     | Stadium of Light   | 49.000     |
| Swansea City         | Swansea        | Liberty Stadium    | 20.972     |
| Tottenham Hotspur    | Londra         | White Hart Lane    | 36.274     |
| Watford              | Watford        | Vicarage Road      | 21.977     |
| West Bromwich Albion | West Bromwich  | The Hawthorns      | 26.500     |
| West Ham United      | Londra         | Stadionul Olimpic  | 60.010     |

### Schimbări de antrenori
| Echipa            | Antrenorul care pleacă | Motivul plecării                        | Data plecării     | Poziția în clasament | Antrenorul care vine    | Data numirii      |
| ----------------- | ---------------------- | --------------------------------------- | ----------------- | -------------------- | ----------------------- | ----------------- |
| Manchester United | Louis van Gaal         | Demis                                   | 23 mai 2016       | Pre-sezon            | José Mourinho           | 27 mai 2016       |
| Southampton       | Ronald Koeman          | A semnat cu Everton                     | 14 iunie 2016     | Pre-sezon            | Claude Puel             | 30 iunie 2016     |
| Everton           | David Unsworth         | Finalul interimatului                   | 14 iunie 2016     | Pre-sezon            | Ronald Koeman           | 14 iunie 2016     |
| Chelsea           | Guus Hiddink           | Finalul interimatului                   | 30 iunie 2016     | Pre-sezon            | Antonio Conte           | 1 iulie 2016      |
| Manchester City   | Manuel Pellegrini      | Acord comun                             | 30 iunie 2016     | Pre-sezon            | Pep Guardiola           | 1 iulie 2016      |
| Watford           | Quique Sánchez Flores  | Acord comun                             | 30 iunie 2016     | Pre-sezon            | Walter Mazzarri         | 1 iulie 2016      |
| Hull City         | Steve Bruce            | Demisie                                 | 22 iulie 2016     | Pre-sezon            | Mike Phelan             | 22 iulie 2016     |
| Sunderland        | Sam Allardyce          | A devenit antrenorul naționalei Angliei | 22 iulie 2016     | Pre-sezon            | David Moyes             | 23 iulie 2016     |
| Swansea City      | Francesco Guidolin     | Demis                                   | 3 octombrie 2016  | 17                   | Bob Bradley             | 3 octombrie 2016  |
| Crystal Palace    | Alan Pardew            | Demis                                   | 22 decembrie 2016 | 17                   | Sam Allardyce           | 23 decembrie 2016 |
| Swansea City      | Bob Bradley            | Demis                                   | 27 decembrie 2016 | 19                   | Paul Clement            | 3 ianuarie 2017   |
| Hull City         | Mike Phelan            | Demis                                   | 3 ianuarie 2017   | 20                   | Marco Silva             | 5 ianuarie 2017   |
| Leicester City    | Claudio Ranieri        | Demis                                   | 23 februarie 2017 | 17                   | Craig Shakespeare       | 25 februarie 2017 |
| Middlesbrough     | Aitor Karanka          | Demis                                   | 16 martie 2017    | 19                   | Steve Agnew (interimar) | 17 martie 2017    |

## Rezultate

### Clasament
Actualizat la 21 mai 2017
| Loc | Echipă               | MJ | V  | E  | Î  | GM | GP | G   | P  | Calificare                                    |
| --- | -------------------- | -- | -- | -- | -- | -- | -- | --- | -- | --------------------------------------------- |
| 1   | Chelsea              | 38 | 30 | 3  | 5  | 85 | 33 | +52 | 93 | Calificare în faza grupelor Ligii Campionilor |
| 2   | Tottenham Hotspur    | 38 | 26 | 8  | 4  | 86 | 26 | +60 | 86 | Calificare în faza grupelor Ligii Campionilor |
| 3   | Manchester City      | 38 | 23 | 9  | 6  | 80 | 39 | +41 | 78 | Calificare în faza grupelor Ligii Campionilor |
| 4   | Liverpool            | 38 | 22 | 10 | 6  | 78 | 42 | +36 | 76 | Calificare în play-off-ul Ligii Campionilor   |
| 5   | Arsenal              | 38 | 23 | 6  | 9  | 77 | 44 | +33 | 75 | Calificare în faza grupelor Europa League     |
| 6   | Manchester United    | 38 | 18 | 15 | 5  | 54 | 29 | +25 | 69 | Calificare în faza grupelor Europa League     |
| 7   | Everton              | 38 | 17 | 10 | 11 | 62 | 44 | +18 | 61 | Calificare în play-off-ul Europa League       |
| 8   | Southampton          | 38 | 12 | 10 | 16 | 41 | 48 | -7  | 46 |                                               |
| 9   | AFC Bournemouth      | 38 | 12 | 10 | 16 | 55 | 67 | -12 | 46 |                                               |
| 10  | West Bromwich Albion | 38 | 12 | 9  | 17 | 43 | 51 | -8  | 45 |                                               |
| 11  | West Ham United      | 38 | 12 | 9  | 17 | 47 | 64 | -17 | 45 |                                               |
| 12  | Leicester City       | 38 | 12 | 8  | 18 | 48 | 63 | -15 | 44 |                                               |
| 13  | Stoke City           | 38 | 11 | 11 | 16 | 41 | 56 | -15 | 44 |                                               |
| 14  | Crystal Palace       | 38 | 12 | 5  | 21 | 50 | 63 | -13 | 41 |                                               |
| 15  | Swansea City         | 38 | 12 | 5  | 21 | 45 | 70 | -25 | 41 |                                               |
| 16  | Burnley FC           | 38 | 11 | 7  | 20 | 39 | 55 | -16 | 40 |                                               |
| 17  | Watford              | 38 | 11 | 7  | 20 | 40 | 68 | -28 | 40 |                                               |
| 18  | Hull City            | 38 | 9  | 7  | 22 | 37 | 80 | -43 | 34 | Retrogradare în Championship                  |
| 19  | Middlesbrough        | 38 | 5  | 13 | 20 | 27 | 53 | -26 | 28 | Retrogradare în Championship                  |
| 20  | Sunderland           | 38 | 6  | 6  | 26 | 29 | 69 | -40 | 24 | Retrogradare în Championship                  |

### Rezultate meciuri
| Rezultate | ARS | BOU | BUR | CHE | CRY | EVE | HUL | LEI | LIV | MCI | MUN | MID | SOU | STK | SUN | SWA | TOT | WAT | WBA | WHU |
| --------- | --- | --- | --- | --- | --- | --- | --- | --- | --- | --- | --- | --- | --- | --- | --- | --- | --- | --- | --- | --- |
| ARS       |     | 3-1 | 2-1 | 3-0 | 2-0 | 3-1 | 2-0 | 1-0 | 3-4 | 2-2 | 2-0 | 0-0 | 2-1 | 3-1 | 2-0 | 3-2 | 1-1 | 1-2 | 1-0 | 3-0 |
| BOU       | 3-3 |     | 2-1 | 1-3 | 0-2 | 1-0 | 6-1 | 1-0 | 4-3 | 0-2 | 1-3 | 4-0 | 1-3 | 2-2 | 1-2 | 2-0 | 0-0 | 2-2 | 1-0 | 3-2 |
| BUR       | 0-1 | 3-2 |     | 1-1 | 3-2 | 2-1 | 1-1 | 1-0 | 2-0 | 1-2 | 0-2 | 1-0 | 1-0 | 1-0 | 4-1 | 0-1 | 0-2 | 2-0 | 2-2 | 1-2 |
| CHE       | 3-1 | 3-0 | 3-0 |     | 1-2 | 5-0 | 2-0 | 3-0 | 1-2 | 2-1 | 4-0 | 3-0 | 4-2 | 4-2 | 5-1 | 3-1 | 2-1 | 4-3 | 1-0 | 2-1 |
| CRY       | 3-0 | 1-1 | 0-2 | 0-1 |     | 0-1 | 4-0 | 2-2 | 2-4 | 1-2 | 1-2 | 1-0 | 3-0 | 4-1 | 0-4 | 1-2 | 0-1 | 1-0 | 0-1 | 0-1 |
| EVE       | 2-1 | 6-3 | 3-1 | 0-3 | 1-1 |     | 4-0 | 4-2 | 0-1 | 4-0 | 1-1 | 3-1 | 3-0 | 1-0 | 2-0 | 1-1 | 1-1 | 1-0 | 3-0 | 2-0 |
| HUL       | 1-4 | 3-1 | 1-1 | 0-2 | 3-3 | 2-2 |     | 2-1 | 2-0 | 0-3 | 0-1 | 4-2 | 2-1 | 0-2 | 0-2 | 2-1 | 1-7 | 2-0 | 1-1 | 2-1 |
| LEI       | 0-0 | 1-1 | 3-0 | 0-3 | 3-1 | 0-2 | 3-1 |     | 3-1 | 4-2 | 0-3 | 2-2 | 0-0 | 2-0 | 2-0 | 2-1 | 1-6 | 3-0 | 1-2 | 1-0 |
| LIV       | 3-1 | 2-2 | 2-1 | 1-1 | 1-2 | 3-1 | 5-1 | 4-1 |     | 1-0 | 0-0 | 3-0 | 0-0 | 4-1 | 2-0 | 2-3 | 2-0 | 6-1 | 2-1 | 2-2 |
| MCI       | 2-1 | 4-0 | 2-1 | 1-3 | 5-0 | 1-1 | 3-1 | 2-1 | 1-1 |     | 0-0 | 1-1 | 1-1 | 0-0 | 2-1 | 2-1 | 2-2 | 2-0 | 3-1 | 3-1 |
| MUN       | 1-1 | 1-1 | 0-0 | 2-0 | 2-0 | 1-1 | 0-0 | 4-1 | 1-1 | 1-2 |     | 2-1 | 2-0 | 1-1 | 3-1 | 1-1 | 1-0 | 2-0 | 0-0 | 1-1 |
| MID       | 1-2 | 2-0 | 0-0 | 0-1 | 1-2 | 0-0 | 1-0 | 0-0 | 0-3 | 2-2 | 1-3 |     | 1-2 | 1-1 | 1-0 | 3-0 | 1-2 | 0-1 | 1-1 | 1-3 |
| SOU       | 0-2 | 0-0 | 3-1 | 0-2 | 3-1 | 1-0 | 0-0 | 3-0 | 0-0 | 0-3 | 0-0 | 1-0 |     | 0-1 | 1-1 | 1-0 | 1-4 | 1-1 | 1-2 | 1-3 |
| STK       | 1-4 | 0-1 | 2-0 | 1-2 | 1-0 | 1-1 | 3-1 | 2-2 | 1-2 | 1-4 | 1-1 | 2-0 | 0-0 |     | 2-0 | 3-1 | 0-4 | 2-0 | 1-1 | 0-0 |
| SUN       | 1-4 | 0-1 | 0-0 | 0-1 | 2-3 | 0-3 | 3-0 | 2-1 | 2-2 | 0-2 | 0-3 | 1-2 | 0-4 | 1-3 |     | 0-2 | 0-0 | 1-0 | 1-1 | 2-2 |
| SWA       | 0-4 | 0-3 | 3-2 | 2-2 | 5-4 | 1-0 | 0-2 | 2-0 | 1-2 | 1-3 | 1-3 | 0-0 | 2-1 | 2-0 | 3-0 |     | 1-3 | 0-0 | 2-1 | 1-4 |
| TOT       | 2-0 | 4-0 | 2-1 | 2-0 | 1-0 | 3-2 | 3-0 | 1-1 | 1-1 | 2-0 | 2-1 | 1-0 | 2-1 | 4-0 | 1-0 | 5-0 |     | 4-0 | 4-0 | 3-2 |
| WAT       | 1-3 | 2-2 | 2-1 | 1-2 | 1-1 | 3-2 | 1-0 | 2-1 | 0-1 | 0-5 | 3-1 | 0-0 | 3-4 | 0-1 | 1-0 | 1-0 | 1-4 |     | 2-0 | 1-1 |
| WBA       | 3-1 | 2-1 | 4-0 | 0-1 | 0-2 | 1-2 | 3-1 | 0-1 | 0-1 | 0-4 | 0-2 | 0-0 | 0-1 | 1-0 | 2-0 | 3-1 | 1-1 | 3-1 |     | 4-2 |
| WHU       | 1-5 | 1-0 | 1-0 | 1-2 | 3-0 | 0-0 | 1-0 | 2-3 | 0-4 | 0-4 | 0-2 | 1-1 | 0-3 | 1-1 | 1-0 | 1-0 | 1-0 | 2-4 | 2-2 |     |

Sursa: Premier League rezultate
1. Echipa gazdă este trecută pe coloana din stânga
2. Culori: Albastru = victorie a echipei gazdă; Galben = egal; Roșu = victorie a echipei oaspete

## Statistici

### Golgheteri
Actualizat pe 6 mai 2017.
| Loc | Jucător            | Club              | Goluri |
| --- | ------------------ | ----------------- | ------ |
| 1   | Harry Kane         | Tottenham Hotspur | 29     |
| 2   | Romelu Lukaku      | Everton           | 25     |
| 3   | Alexis Sánchez     | Arsenal           | 20     |
| 4   | Diego Costa        | Chelsea           | 20     |
| 4   | Sergio Agüero      | Manchester City   | 20     |
| 6   | Dele Alli          | Tottenham Hotspur | 18     |
| 7   | Zlatan Ibrahimović | Manchester United | 17     |
| 8   | Eden Hazard        | Chelsea           | 16     |
| 8   | Joshua King        | AFC Bournemouth   | 16     |
| 10  | Jermain Defoe      | Sunderland        | 15     |
| 10  | Christian Benteke  | Crystal Palace    | 15     |
| 10  | Fernando Llorente  | Swansea City      | 15     |

### Portari cu meciuri fără gol primit
| Loc | Jucător          | Club              | Fără gol primit |
| --- | ---------------- | ----------------- | --------------- |
| 1   | Thibaut Courtois | Chelsea           | 16              |
| 2   | Hugo Lloris      | Tottenham Hotspur | 15              |
| 3   | David de Gea     | Manchester United | 14              |
| 3   | Fraser Forster   | Southampton       | 14              |
| 5   | Petr Čech        | Arsenal           | 12              |
| 6   | Tom Heaton       | Burnley           | 10              |
| 6   | Joel Robles      | Everton           | 10              |
| 8   | Artur Boruc      | AFC Bournemouth   | 9               |
| 8   | Lee Grant        | Stoke City        | 9               |
| 8   | Simon Mignolet   | Liverpool         | 9               |

### Cartonașe

#### Jucător
- Cele mai multe cartonașe galbene primite: 14[38]
  - José Holebas (Watford)
- Cele mai multe cartonașe roșii primite: 2[39]
  - Miguel Britos (Watford)
  - Fernandinho (Manchester City)
  - Granit Xhaka (Arsenal)

#### Club
- Cele mai multe cartonașe galbene primite: 84[40]
  - Watford
- Cele mai multe cartonașe roșii primite: 5[41]
  - Hull City
  - Watford
  - West Ham United

## Premii

### Premii lunare
| Luna       | Antrenorul lunii    | Antrenorul lunii  | Jucătorul lunii    | Jucătorul lunii   | Referințe     |
| Luna       | Antrenor            | Club              | Jucător            | Club              | Referințe     |
| ---------- | ------------------- | ----------------- | ------------------ | ----------------- | ------------- |
| august     | Mike Phelan         | Hull City         | Raheem Sterling    | Manchester City   | [ 42 ]        |
| Septembrie | Jürgen Klopp        | Liverpool         | Son Heung-min      | Tottenham Hotspur | [ 43 ]        |
| Octombrie  | Antonio Conte       | Chelsea           | Eden Hazard        | Chelsea           | [ 44 ] [ 45 ] |
| Noiembrie  | Antonio Conte       | Chelsea           | Diego Costa        | Chelsea           | [ 46 ] [ 47 ] |
| Decembrie  | Antonio Conte       | Chelsea           | Zlatan Ibrahimović | Manchester United | [ 48 ] [ 49 ] |
| Ianuarie   | Paul Clement        | Swansea City      | Dele Alli          | Tottenham Hotspur | [ 50 ] [ 51 ] |
| Februarie  | Pep Guardiola       | Manchester City   | Harry Kane         | Tottenham Hotspur | [ 52 ] [ 53 ] |
| Martie     | Eddie Howe          | AFC Bournemouth   | Romelu Lukaku      | Everton           | [ 54 ] [ 55 ] |
| aprilieie  | Mauricio Pochettino | Tottenham Hotspur | Son Heung-min      | Tottenham Hotspur | [ 56 ] [ 57 ] |

### Premii anuale

#### Managerul sezonului
Premiul Managerul sezonului în Premier League a fost acordat lui Antonio Conte.

#### Jucătorul sezonului
Premiul Jucătorul sezonului în Premier League a fost acordat lui N'Golo Kanté.

#### Fotbalistul PFA al anului
Premiul fotbalistul PFA al anului a fost acordat lui N'Golo Kanté.

#### Echipa anului
Echipa anului a fost:
- Portar: David de Gea (Manchester United)
- Apărători: Kyle Walker (Tottenham Hotspur), Gary Cahill (Chelsea), David Luiz  (Chelsea), Danny Rose (Tottenham Hotspur)
- Mijlocaș: Eden Hazard (Chelsea), Dele Alli (Tottenham Hotspur), N'Golo Kanté (Chelsea), Sadio Mané (Liverpool)
- Atacanți: Harry Kane (Tottenham Hotspur), Romelu Lukaku (Everton)

#### Cel mai bun tânăr jucător al anului
Premiul Cel mai bun tânăr jucător PFA al anului a fost acordat lui Dele Alli.

#### Fotbalistul FWA al anului
Premiul Fotbalistul FWA al anului a fost acordat lui N'Golo Kanté.